# 葛利斯649
葛利澤649（Gliese 649）是一個位於武仙座的紅矮星，距離地球約34光年。目前該恆星旁已發現一顆系外行星。

## 行星系統
2009年 Johnson 等人偵測到在葛利澤649旁有一顆質量相當於土星的系外行星。該行星的質量是木星的32.8%，距離母恆星1.15天文單位，軌道離心率0.3。假設母恆星的光度是太陽的4.5%，那該恆星的適居帶位於0.21天文單位處，因此該行星的溫度相當於距離類太陽恆星5.5天文單位行星的溫度。而行星和母恆星距離在0.8到1.49天文單位之間改變，因此該行星可能有季節性氣候變化。
| 成員 (依恆星距離) | 质量      | 半長軸 (AU) | 轨道周期 (天) | 離心率 | 傾角 | 半径 |
| ----------------- | --------- | ----------- | ------------- | ------ | ---- | ---- |
| b                 | ≥0.328 MJ | 1.135       | 598.3         | 0.30   | —    | —    |